# Ніколаєв Андрій Анатолійович
Андрій Анатолійович Ніколаєв (18 вересня 1972, м. Київ, СРСР —10 липня 2015, там само) — український хокеїст, захисник, тренер. 

## Кар'єра
Вихованець СДЮШОР «Сокіл». Першим тренером був батько Анатолій Ніколаєв. Виступав за команди: ШВСМ (Київ), «Сокіл» (Київ), «Нафтохімік» (Нижньокамськ), «Беркут» (Київ), «Крижинка» (Київ), «Галл Стінгрейс», «Беркут» (Бровари), АТЕК (Київ), «Барс» (Бровари), «Компаньйон» (Київ), «Поділ» (Київ).
У складі національної збірної України (1994–2003) провів 16 матчів (3+1); учасник чемпіонатів світу 1994 (група C), 1995 (група C) і 2003. 
Помер 10 липня 2015 року. Похований на Байковому кладовищі у Києві.
Досягнення
- Чемпіон України (2003).

Тренерська кар'єра
Після закінчення кар'єри гравця став тренером і вельми успішно працював з дитячими командами різних вікових груп у СДЮСШОР «Крижинка».